# The Sound
The Sound — англійський постпанк-гурт, який виник в 1979, році, в місті Лондон з гурту The Outsiders. Перший альбом який був випущений в 1980, році, альбом Jeopardy, критиками він був сприйнятий з позитивної сторони, другий студійний альбом який називався From the Lions Mouth, 1981, року випуску, рахувався критиками кращим альбомом в дискографії гурту. У 1982 році гурт випустив третій студійний All Fall Down, який звучав похмуро і не мав комерційної успішності, з лейблом Korova Records, гурт розірвав, контракт, з яким більше не працював. Після цього гурт за останні роки, якого популярність згасала, вокаліст Адріан Борланд у якого частіше почалися загострюватися депресії вирішив розпустити гурт, в 1988, році гурт припинив своє існування, Адріан Борланд, почав сольну кар'єру, інші учасники гурту продовжували працювати, музикантами, крім Майкла Дадлі, який припинив музичну кар'єру, Макс Маєрс, помер, хворіючи на спід. У 1999, році Адріан Борланд, не змога терпіти депресію, вчинив самогубство, кинувшись під потяг. Багато хто говорив що The Sound не отримали популярність, на яку вони заслуговували, але їх можна сміливо поставити в ряд серед таких пост-панк-гуртів: Echo & the Bunnymen, Joy Division

## Дискографія
| Рік  | Альбом               | Лейбл              |
| ---- | -------------------- | ------------------ |
| 1980 | Jeopardy             | Korova Records     |
| 1981 | From the Lions Mouth | Korova Records     |
| 1982 | All Fall Down        | Warner Music Group |
| 1984 | Shock of Daylight    | Statik             |
| 1985 | Heads and Hearts     | Statik             |
| 1987 | Thunder Up           | Statik             |
| 1999 | Propaganda           | Rehaacent          |